# Iglesia de Santa Bárbara (Kutná Hora)
La iglesia de Santa Bárbara (en checo: chrám svaté Barbory) en Kutná Hora, República Checa, a veces calificada de «catedral» debido a su magnificencia, es una iglesia católica de estilo gótico una de las más famosas de Europa central. Su construcción fue iniciada por los habitantes de Kutná Hora con la intención de hacerle la competencia a la catedral de San Vito de Praga y al cercano monasterio de Sedlec. De este modo los habitantes de la ciudad utraquista querían mostrar su independencia de la capital católica y la fuerza de la ciudad de Kutná Hora.
Desde un punto de vista arquitectónico, se trata de una catedral de 5 naves. Es un digno rival de la catedral praguense. El nombre de catedral, sin embargo, no es del todo correcto, ya que su estatuto canónico es solamente de capilla y, además, no es iglesia residencia de ningún obispo. Arquitectónicamente, no obstante, sí es llamada catedral: posee más de tres naves, un extenso sistema de contrafuertes y arbotantes, además de otros rasgos necesarios. Al no poseer un transepto se clasifica como capilla.
En 1995 fue declarada por la Unesco como Patrimonio de la Humanidad y catalogado en dicha lista como el sitio número 732.
Está dedicada a Santa Bárbara.

## Historia
La construcción comenzó en 1388 pero las obras se interrumpieron en varias ocasiones y fue finalizada en 1905.
De acuerdo a las propuestas iniciales, la iglesia se diseñó inicialmente para ser de un tamaño mucho mayor, tal vez incluso el doble del actual.
La construcción se realizó en varias etapas. Su continuidad dependía de la actividad de extracción de plata de las minas de Kutná Hora. Debido a que la extracción cesó, su construcción también. Los trabajos finalizaron en 1558 y la iglesia fue concluida con un muro provisional en la parte oeste. Los trabajos siguientes fueron tan solo de mantenimiento y conservación.
En 1626, los jesuitas obtuvieron la catedral y junto a ésta fundaron un internado. En 1770, la ciudad de Kutná Hora sufrió grandes incendios. Los jesuitas, posteriormente, realizaron reparaciones en estilo barroco. Entre ellas destaca la construcción del tejado. 
La catedral fue cerrada ante el peligro de su derrumbamiento hasta 1884, cuando se reinició su construcción finalizada en 1905.

## Los arquitectos y la construcción
Se considera que su primer arquitecto fue Johann Parler, hijo de Peter Parler, quien según algunas fuentes también tuvo alguna participación colateral en el diseño. Esta familia de arquitectos tuvo una profunda influencia en las construcciones gótico tardías de la zona del sur de Alemania y Bohemia. Parler realizó la parte más antigua de la iglesia, inspirándose en las catedrales francesas.  Había ocho capillas radiales con interiores trapezoides. Luego se construyó un coro, sostenido por arbotantes de doble arcada. El diseño inicial de basílica de 3 naves fue rápidamente reemplazado por planos más ambiciosos que añadieron 2 naves más, cada una a un lado del edificio.
La construcción de la iglesia fue interrumpida por las guerras husitas durante más de 60 años. Hasta entonces, la catedral había alcanzado casi la mitad de su altura actual. La construcción se reinició en 1482, siendo liderada, primero, por los ciudadanos; y desde 1489, dirigida por otro arquitecto checo, Matěj Rejsek. Éste, entre otras labores, finalizó el tejado del coro con una bóveda de crucería reticulada y los contrafuertes correspondientes. La abundante decoración de estilo gótico-tardío caracteriza su trabajo. Después de su muerte en 1506, la obra continuó, según sus planos, hasta 1509.
Para que la catedral se pudiera usar, era necesario realizar la bóveda de la nave central. Sin embargo, la llegada de Benedikt Rejt (o Ried, 1451-1534), un arquitecto respetado, supuso un enorme cambio. Rejt decidió igualar la altura de las tres naves centrales, con lo cual convirtió la basílica planeada anteriormente en una iglesia de salón. De este modo se generó una "iglesia sobre iglesia" en la parte de arriba. La estructura de los nervios de la crucería de la bóveda de la nave central se parece a la de la Sala del rey Vladislao II (de Bohemia y Hungría), una parte del castillo de Praga, y está formada por circunferencias secantes.
Después de la muerte de Ried, la construcción continuó, según sus planos, hasta 1588, momento en que la extracción de plata cesó y, por lo tanto, no era sostenible financiar la construcción, de modo que la catedral no fue terminada, sino tan solo cerrada con un muro provisional.
Fue en este momento cuando se produjo el incendio al que ya hicimos referencia y la catedral se cubrió con un techo barroco.
Entre 1884 y 1905, a instancias de la Sociedad Arqueológica Vocel local, se llevó a cabo una reconstrucción purista obra de Josef Mocker, durante la cual el edificio no solo fue restaurado sino que también se amplió en un tramo abovedado hacia el oeste, donde se construyó una nueva fachada neogótica, la fachada actual. El techo barroco fue reemplazada por una armadura en forma de tres techos de carpas góticas, que probablemente corresponden aproximadamente a la solución gótica original de Ried.

## Estructura y apariencia
La apariencia externa es fascinante, aun cuando el trabajo final del techo fue hecho a fines del siglo XIX.
Benedikt Rejt (1451-1534) fue quien ideó el poner tres pirámides cóncavas en el techo, para estilizar la catedral y simbolizar la Santísima Trinidad. De este modo, otorgó a esta iglesia una propuesta original, propia del período más tardío del gótico, logrando una mayor altura y vistosidad. El sistema de contrafuertes está abundantemente decorado con obras en piedra; se pueden encontrar estatuas humanas, animales y criaturas mitológicas. Algunas de ellas hacen la función de botaguas.
Desde el interior puede disfrutarse de sus bellos vitrales, altares, su púlpito, su coro, y algunos frescos medievales, localizados en algunas de las capillas, que describen la vida secular y laboral de los mineros de la ciudad.
Los bancos de madera son los originales, que se han conservado desde el siglo XV. Están decorados por el tallista Jakub Nymburský.

## Galería fotográfica

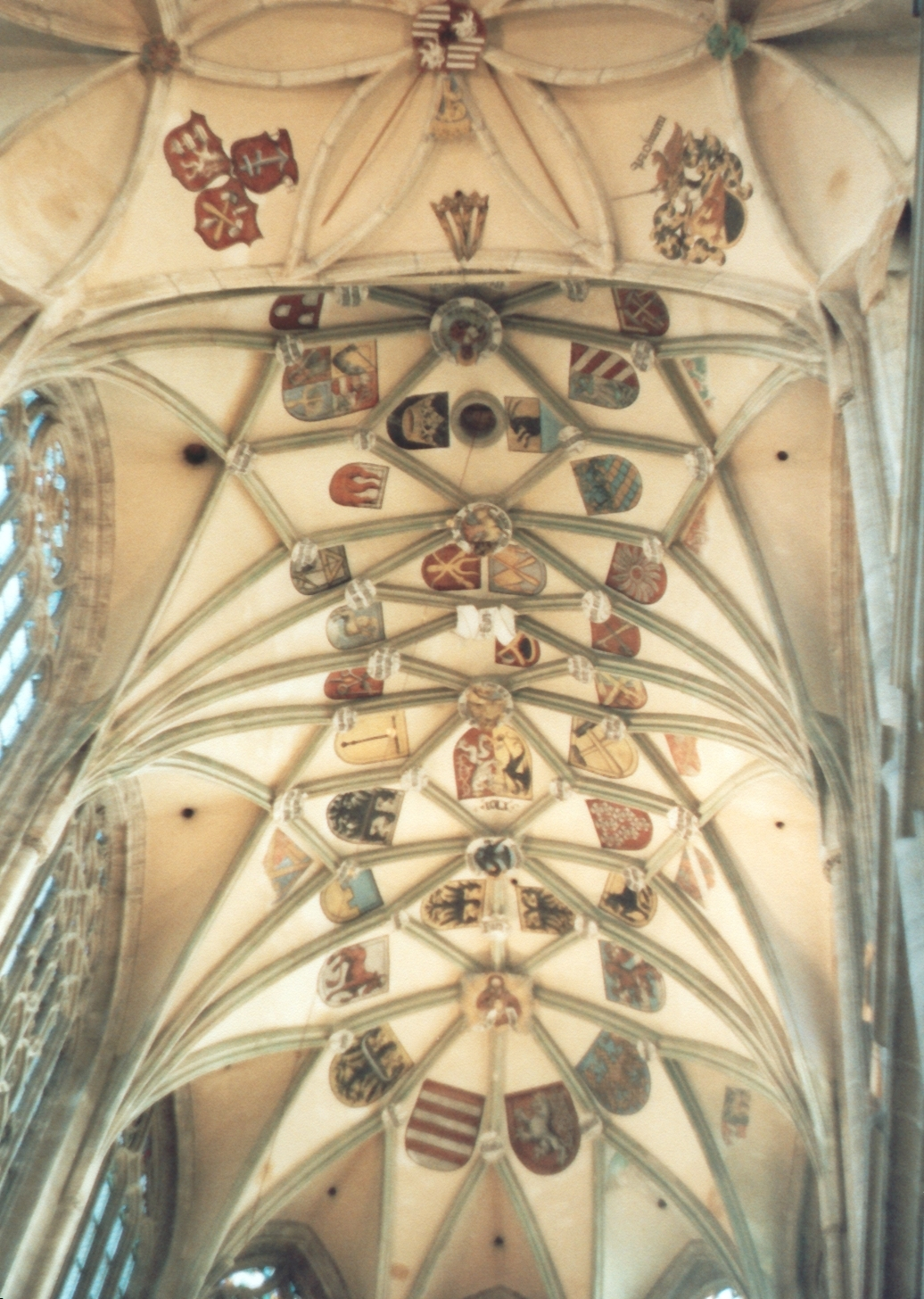
Vista de la bóveda.
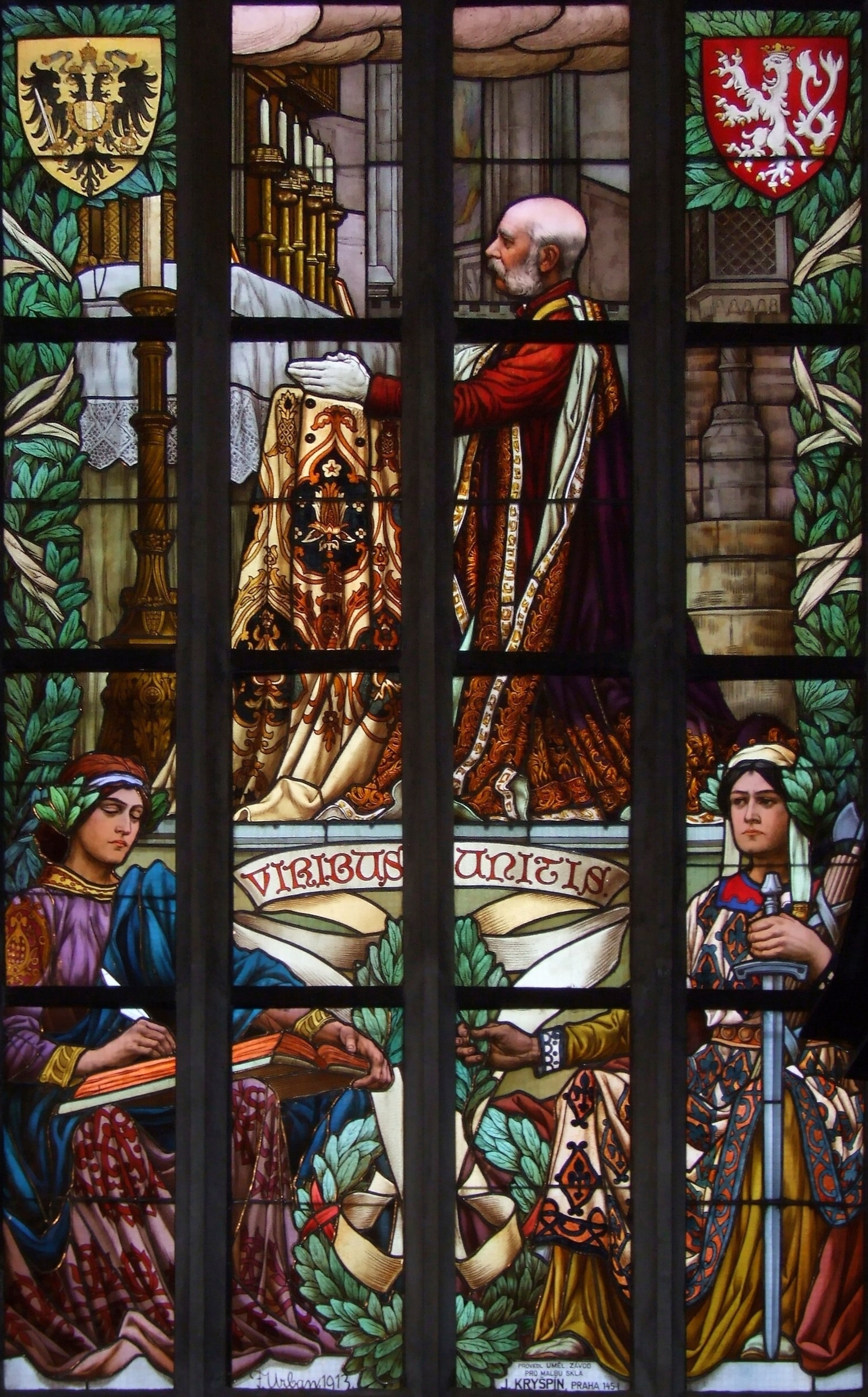
Vitrales
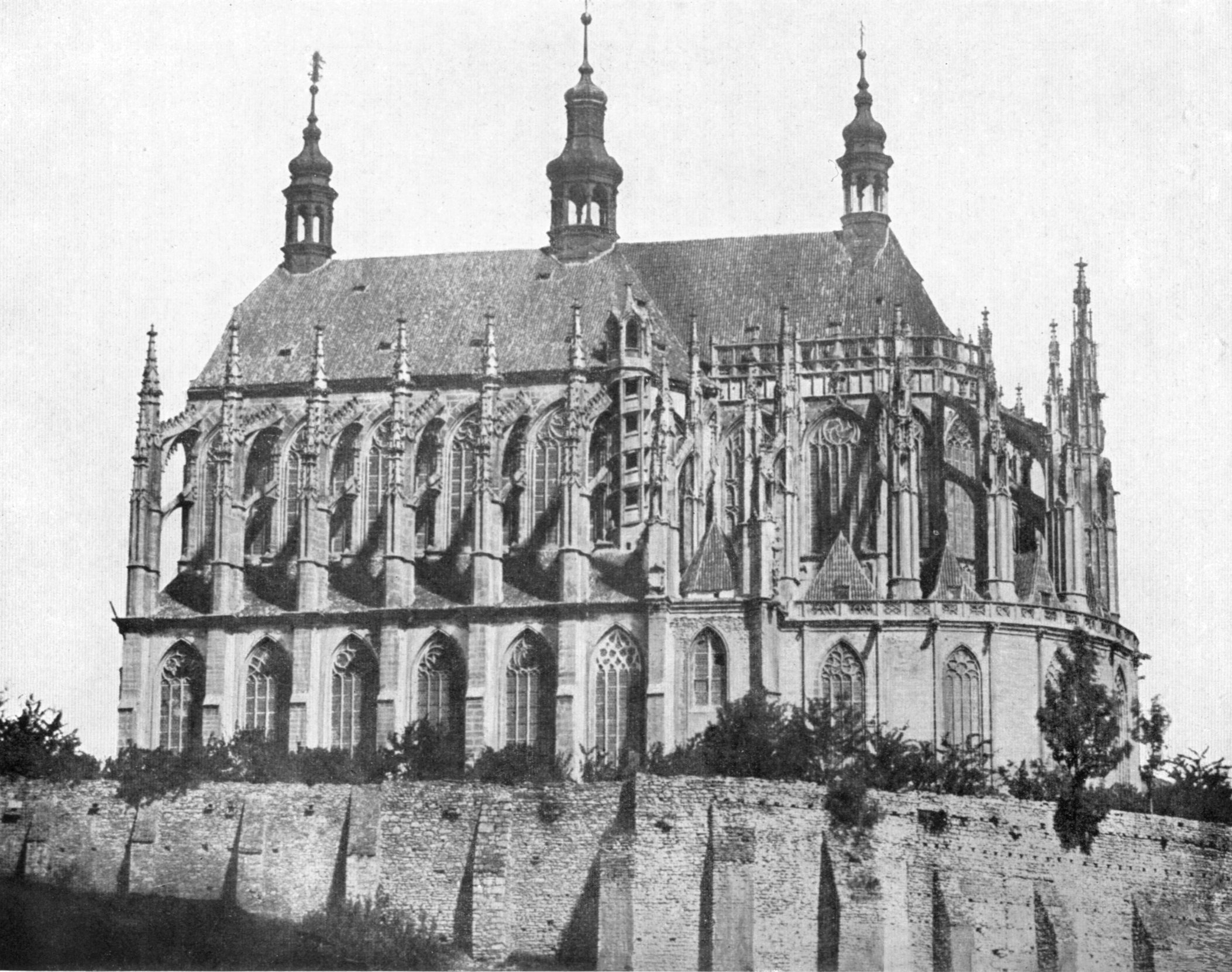
Estado de la construcción en 1856.
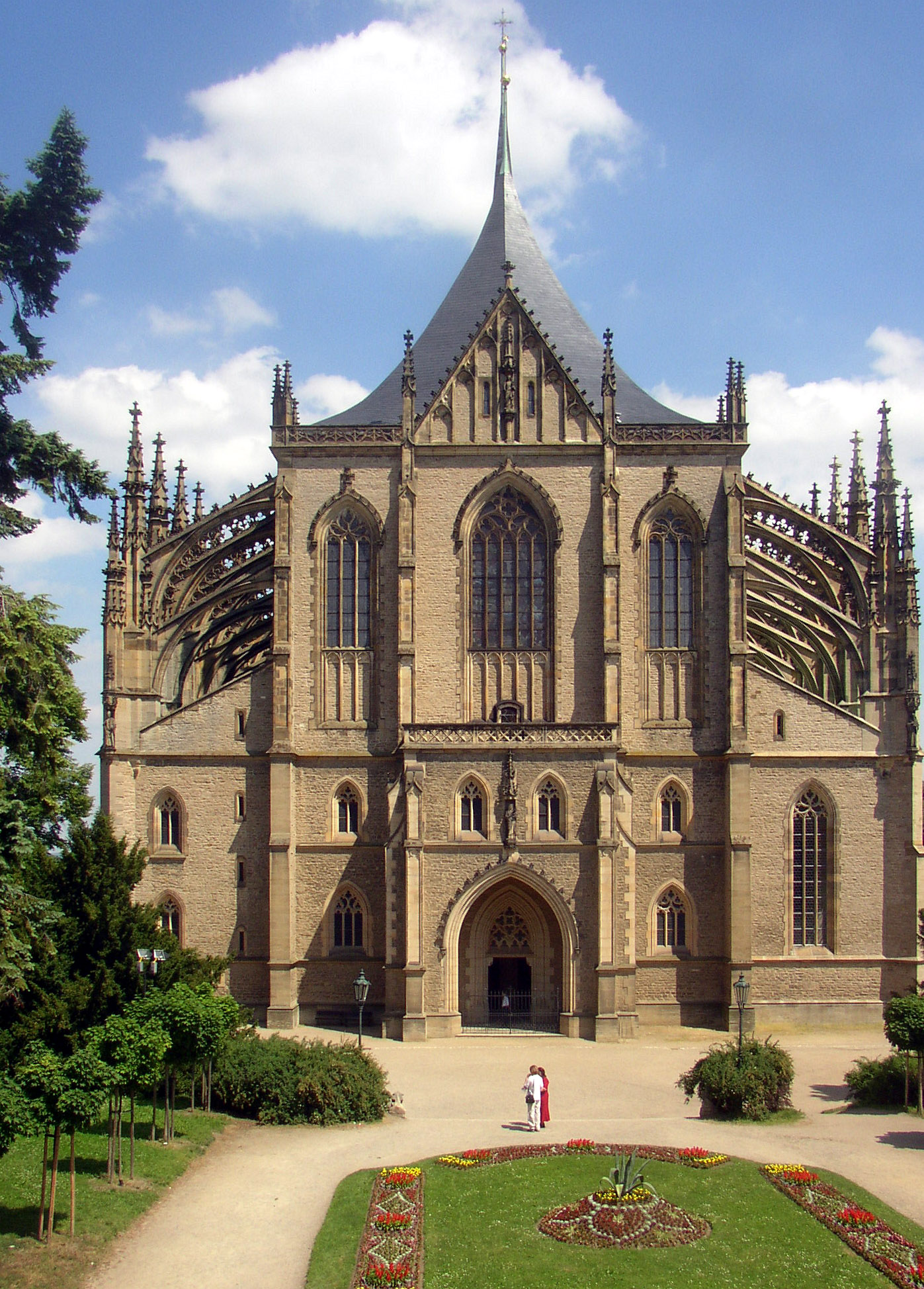
Vista frontal.
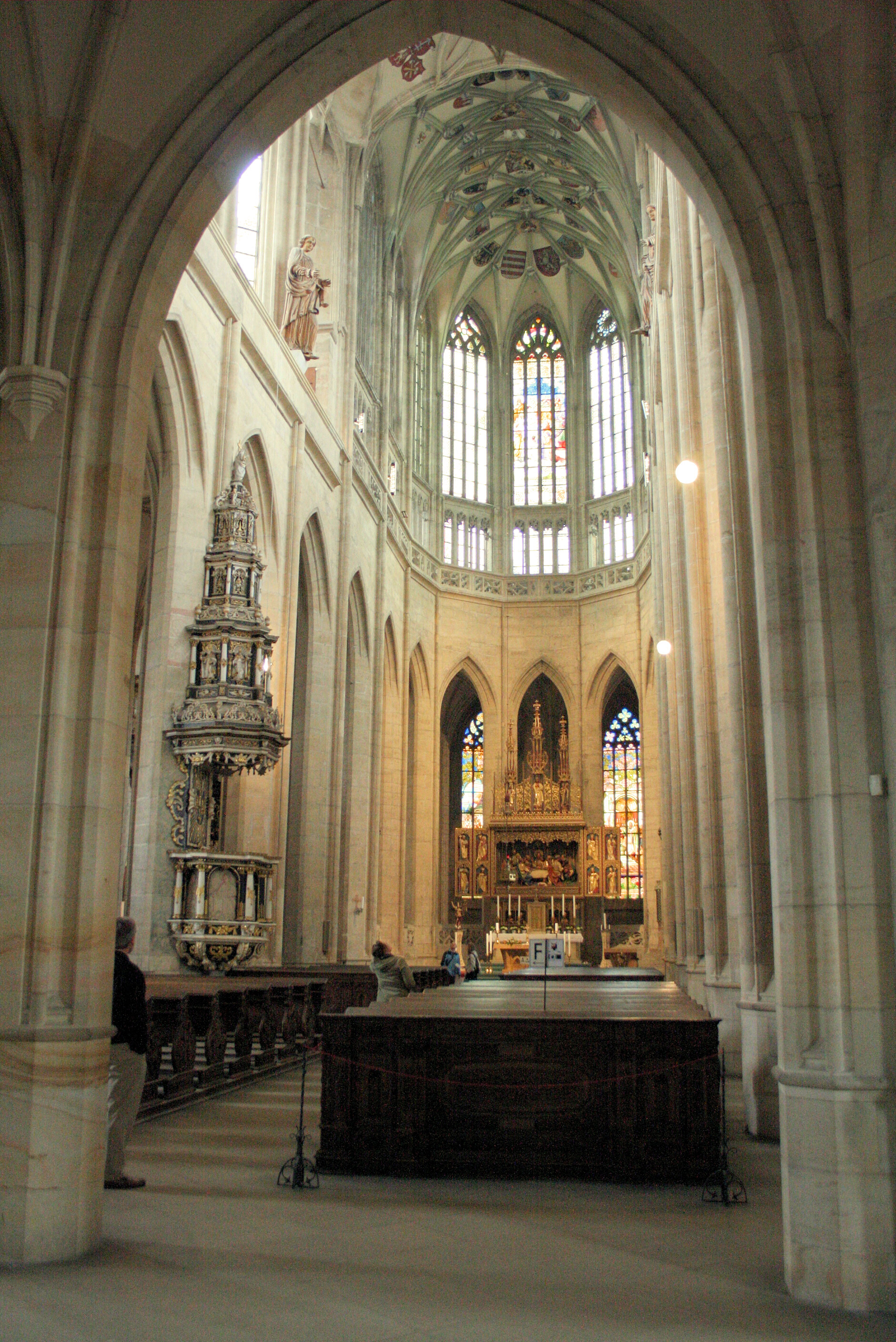
Vista interior de la nave central.